# پر لوندکویست
پر لوندکویست (سوئدی: Per Lundqvist؛ زادهٔ ۲۴ ژانویهٔ ۱۹۵۱) بازیکن هاکی روی یخ اهل سوئد است. از افتخارات وی میتوان به کسب مدال برنز به همراه تیم ملی هاکی روی یخ سوئد در بازی‌های المپیک زمستانی ۱۹۸۰ اشاره کرد.